# Anne-Marie Simond
Anne-Marie Simond, née le 1er août 1941 à Lausanne, en Suisse, est une écrivaine, dessinatrice et bédéiste vaudoise (ne pas la confondre avec Anne-Marie Simond, graphologue).

## Biographie
Née de père suisse et de mère française, Anne-Marie Simond fait ses études à l'École des beaux-arts de Lausanne de 1957 à 1961.

### Dessin de mode, dessin textile, illustration, dessin politique
Cette section ne s'appuie pas, ou pas assez, sur des sources secondaires ou tertiaires indépendantes du sujet. Le texte peut contenir des analyses inexactes ou inédites de sources primaires.
Pour l'améliorer, ajoutez-en, ou placez des modèles {{Source secondaire souhaitée}} ou {{Source secondaire nécessaire}} sur les passages mal sourcés. (février 2023)
Dans le domaine du dessin de mode, elle travaille d'abord pour de grands magasins suisses et collabore à des magazines féminins. Pour Du Pont de Nemours International à Genève (section Fibre textile, Bureau de tendances) et pour Femina à Lausanne, elle suit pendant une dizaine d'années les collections de haute couture et de Prêt-à-porter à Paris[source insuffisante]. Au début des années 1970, elle travaille dans le domaine du dessin de tissu pour l'industrie textile du nord de l'Italie[source secondaire souhaitée].
Des années 1960 au début des années 1980, Anne-Marie Simond a élargi ses collaborations avec la presse, elle travaille dans le domaine de l'illustration pour des revues et des quotidiens suisses et français, Femina, 24 heures, L'Illustré, à Lausanne, Le Monde, Le Monde de l'Éducation[source insuffisante] à Paris, pour l'ouvrage Terre des Femmes, Panorama de la situation des femmes dans le monde[source insuffisante], etc.
De 1977 à 1979 environ, elle a fait du dessin politique pour les quotidien et hebdomadaire 24 heures, Lausanne, et L'Unité, Paris (France), celui-ci publié par le Parti socialiste français[source insuffisante].

### Scénographie, décor et costume de théâtre
Dès 1968, elle travaille parallèlement dans le domaine de la scénographie, des décors et costumes de théâtre (en collaboration avec Pierre Simond, architecte) :
Parmi les projets et réalisation de scénographies : Salomé de Richard Strauss, 1969 ; Aïda de Giuseppe Verdi, 1970 ; L'Anneau du Nibelung de Richard Wagner à la VIe Biennale de Paris 1969, (mention) ; Le Musée ouvert/Das Offene Museum, pour la Kunsthalle de Bâle, 1970 ; Le Théâtre intégré à la Quadriennale de Prague 1971, Prague (ex-Tchécoslolaquie), (médaille d'argent) et à la Biennale de Paris 1971, Paris (France) ; réflexion sur Le Théâtre intégré au Théâtre populaire Romand, La Chaux-de-Fonds (Suisse), 1971 : « La Scénographie est-elle une architecture adaptée à notre société ? ».
Et dans le domaine du théâtre, décors et costumes, de 1968 à 1975. Pour Orbe-Théâtre France : Ballade de Norbert Lelubre, Sur la plage de Jean Demélier, Festival d'Avignon, 1968 ; L'Autre-Là 1, création (Palais de la Méditerranée, Nice, en 1971 ; L’Autre-Là 2, création, SIGMA, Bordeaux, en 1972 ; Khoma, d'après des textes d'Henri Michaux, 1973, au Festival d'Avignon, Cloître des Célestins et à Paris, Espace Cardin ; en 1974, au Théâtre de la Tempête, Paris ; Trakl, d’après des textes de Georg Trakl, Paris, 1975. Pour le Théâtre Vidy-Lausanne, Lausanne (Suisse) : Comment monsieur Mockinpott fut libéré de ses tourments de Peter Weiss, en 1970.

### Reprise du dessin d'académie, peinture, «grands dessins»
Cette section ne s'appuie pas, ou pas assez, sur des sources secondaires ou tertiaires indépendantes du sujet. Le texte peut contenir des analyses inexactes ou inédites de sources primaires.
Pour l'améliorer, ajoutez-en, ou placez des modèles {{Source secondaire souhaitée}} ou {{Source secondaire nécessaire}} sur les passages mal sourcés. (février 2023)
À côté de ses travaux de scénographie, de décors et costumes de théâtre, et de ses travaux d'illustration, Anne-Marie Simond s'inscrit en 1968 à l’École cantonale des beaux-arts de Lausanne, dans le cours de dessin d'académie, pour parfaire sa connaissance du corps humain ; elle continue d'étudier le nu avec des modèles, dans son atelier.
Le court séjour à Prague en 1971, pour la Quadriennale de Prague 1971 — après l'écrasement du « Printemps de Prague », en 1968 —, l'engage dans une série de peintures sombres, sur papier seul ou papier collé sur bois, série intitulée « Période noire », à l'encre de Chine, lavis et peinture acrylique. Elle revient ensuite au dessin, à la plume et à l'encre de Chine, dans de grands dessins d'un pessimisme sarcastique, allégories grotesques de monstres mi-humains, mi-animaux, ou, à l'opposé, d'une plénitude animale indifférente à l'existence des êtres humains.
Elle expose peintures, dessins et nus (expositions personnelles et collectives) en Suisse, à Lausanne, Genève, Sion, Lucerne, Bâle, entre autres villes, à Lemgo-Bielefeld, Munich, en Allemagne, et à Paris en France. Sa dernière exposition personnelle a lieu à la Galerie l'Œil du Huit, à Paris (France), en 2013.

### Bande dessinée, comic strip
En 1974, Anne-Marie Simond poursuit sa carrière dans la bande dessinée, à Lausanne d'abord, dans la revue Barbarie (début de la série La Nouvelle Alice).
En 1976, elle quitte Lausanne pour vivre à Paris. Elle continue la série La Nouvelle Alice dans Tousse Bourin — trimestriel qu’elle lance en 1975 avec Max Cabanes, Michèle Costa Magna, Régis Loisel, Serge Le Tendre, Loro, Olivier Taffin) —, en 1979 parait le dernier épisode de La Nouvelle Alice dans 12 bulles dans la peau, coll. « Swiss Brothers and Sisters no 2 », Kesselring and les dessinateurs. Elle travaille également pour L'Écho des savanes, Fluide glacial, Pilote (série Fabliottes), Ah! Nana, etc. Parallèlement, elle continue ses collaborations avec des journaux et revues suisses et français.
En 1983, elle crée les personnages révoltés Alice et Spartacus dans la série de comic strips intitulée La Petite Alice, publiée en Suisse par Le Journal de Genève, La Gazette de Lausanne, L'Illustré et, en France, par Psychologies magazine, Paris. Ces comic strips sont regroupés en 1997 dans un recueil, La Petite Alice, édité par les Éditions du Héron, réédité en 2003. La série complète parait en 2005 dans le quotidien La Liberté, Fribourg (Suisse). Les épisodes de La Nouvelle Alice, réunis dans un recueil de bande dessinée, parait aux Éditions du Héron, Lausanne (Suisse), en 2012 (mis en vente en mars 2013).
En 2007, dans le cadre de BD-FIL 2007 Festival international de bande dessinée de Lausanne ; la Bibliothèque municipale présente une exposition collective, « D'Elles - 10 dessinatrices lausannoises de BD », dans laquelle Anne-Marie Simond expose une sélection de ses planches, en tant que première dessinatrice professionnelle suisse de BD. 
Elle participe à BD-FIL 2013 Festival de bande dessinée de Lausanne, en particulier dans une table ronde suivie par une conférence-débat animée par Béatrice Meizoz, « Tous des machos ! », en compagnie des dessinatrices suisses, Véronik et Hélène Becquelin. Lors de BD-FIL 2015, elle participe à l'exposition collective « S'il vous plaît, dessine-moi un Mickey ! », les originaux et ceux des autres dessinatrices et dessinateurs paraissant simultanément dans la Revue Bédéphile, Revue annuelle de bande dessinée #1, « S'il vous plaît, dessine-moi un Mickey ! ». En 2019, elle participe avec des bédéistes de toutes les générations à l'élaboration du livre « Lausanne imaginée », cadeau que la Ville de Lausanne offre à ses nouveaux citoyens à l’occasion de leur 18e anniversaire. Dans le cadre de BD-FIL 2019, le Musée Arlaud expose les originaux parus dans  « Lausanne imaginée ».

### Graphisme
Anne-Marie Simond est également graphiste et affichiste (Du Pont de Nemours International à Genève, Orbe-Théâtre en France, expositions artistiques en Suisse[source secondaire souhaitée]).

### Écriture, roman
Cette section ne s'appuie pas, ou pas assez, sur des sources secondaires ou tertiaires indépendantes du sujet. Le texte peut contenir des analyses inexactes ou inédites de sources primaires.
Pour l'améliorer, ajoutez-en, ou placez des modèles {{Source secondaire souhaitée}} ou {{Source secondaire nécessaire}} sur les passages mal sourcés. (février 2023)
Parallèlement à son travail dans le domaine du dessin, elle avait abordé l’écriture en 1980, dans une série d’articles, Croquis, et de nouvelles, Elle a dit, il a dit…, pour la revue Femina et le quotidien La Suisse.  
En 1986, le choc d'un drame familial lui fait arrêter le dessin et abandonner les personnages de sa série de comic strips, La Petite Alice (elle les retrouvera en 2018, le temps de participer à la création du livre collectif de BD, édité par la Ville de Lausanne, Lausanne imaginée, cadeau de la Ville aux nouveaux adultes de l'année 2019). Elle se consacre alors à l'écriture.
Son premier roman, Le Séducteur, est publié à Paris, en 1990. En 2002, elle préface la monographie de l'artiste suisse Louis Soutter, « Louis Soutter et Madge Fursman » in Louis Soutter, Crayon, plume & encre de Chine. En 2005, parait son deuxième roman Ariane. En 2006 parait son roman épistolaire Les E-mails de Max à son parrain (René Berger), où Max, Schnauzer libertaire, décrit sa conception des conditions canine et humaine. Le Séducteur est réédité en 2009.
De 2014 à 2019, des problèmes de santé l'interrompent dans son travail d'écriture. Elle le reprend en 2020.
Anne-Marie Simond vit à Paris et à Lausanne.

## Livres publiés

### Bande dessinée, comic strip
- La Petite Alice, recueil de comic strips, 1re édit., Éditions du Héron, Lausanne (Suisse), 1997.
- La Petite Alice, recueil de comic strips, 2e édit., Éditions du Héron, Lausanne (Suisse), 2003.
- La Nouvelle Alice, recueil de bande dessinée, Éditions du Héron, Lausanne (Suisse), 2012.

### Écriture, roman
- Le Théâtre intégré, « La Scénographie est-elle une architecture adaptée à notre société ? », monographie de Pierre Simond et Anne-Marie Simond, publication du Théâtre populaire romand, La Chaux-de-Fonds (Suisse), 1971.
- Le Séducteur, roman, 1re édition, Éditions Olivier Orban, Paris (France), 1990.
- « Louis Soutter et Madge Fursman », étude, in Louis Soutter, Crayon, plume & encre de Chine, Éditions du Héron, Lausanne (Suisse), 2002.
- Ariane, roman, Éditions du Héron, Lausanne (Suisse), 2005.
- Les E-mails de Max à son parrain, roman épistolaire, Éditions du Héron, Lausanne (Suisse), 2006.
- Le Séducteur, roman, 2e édition, Éditions du Héron, Lausanne (Suisse), 2009.